# باندیداس
باندیداس (به انگلیسی: Bandidas) فیلمی به کارگردانی یواخیم رانینگ محصول سال ۲۰۰۶ آمریکا است که از بازیگران اصلی آن می‌توان به پنلوپه کروز، سلما هایک، استیو زان، سام شپرد اشاره کرد.

## خلاصه داستان
داستان فیلم در مورد دو زن مکزیکی به نامهای ماریا آلوارز(پنلوپه کروز) و سارا ساندوول (سلما هایک)است که راهزن هستند و در این راه با خطرات بزرگی روبه‌رو می‌شوند وگاهی کارهای عجیبی می‌کنند آنها متوجه می‌شوند که یک بانک آمریکایی با مبلغی کمتر ار رقم واقعی زمینهای مردم محلی را از چنگ آنها درآورده از همین رو تصمیم می‌گیرند با دزدی از بانک پول مردم محلی را به آنها باز گردانندو…